# Rolf Hosfeld

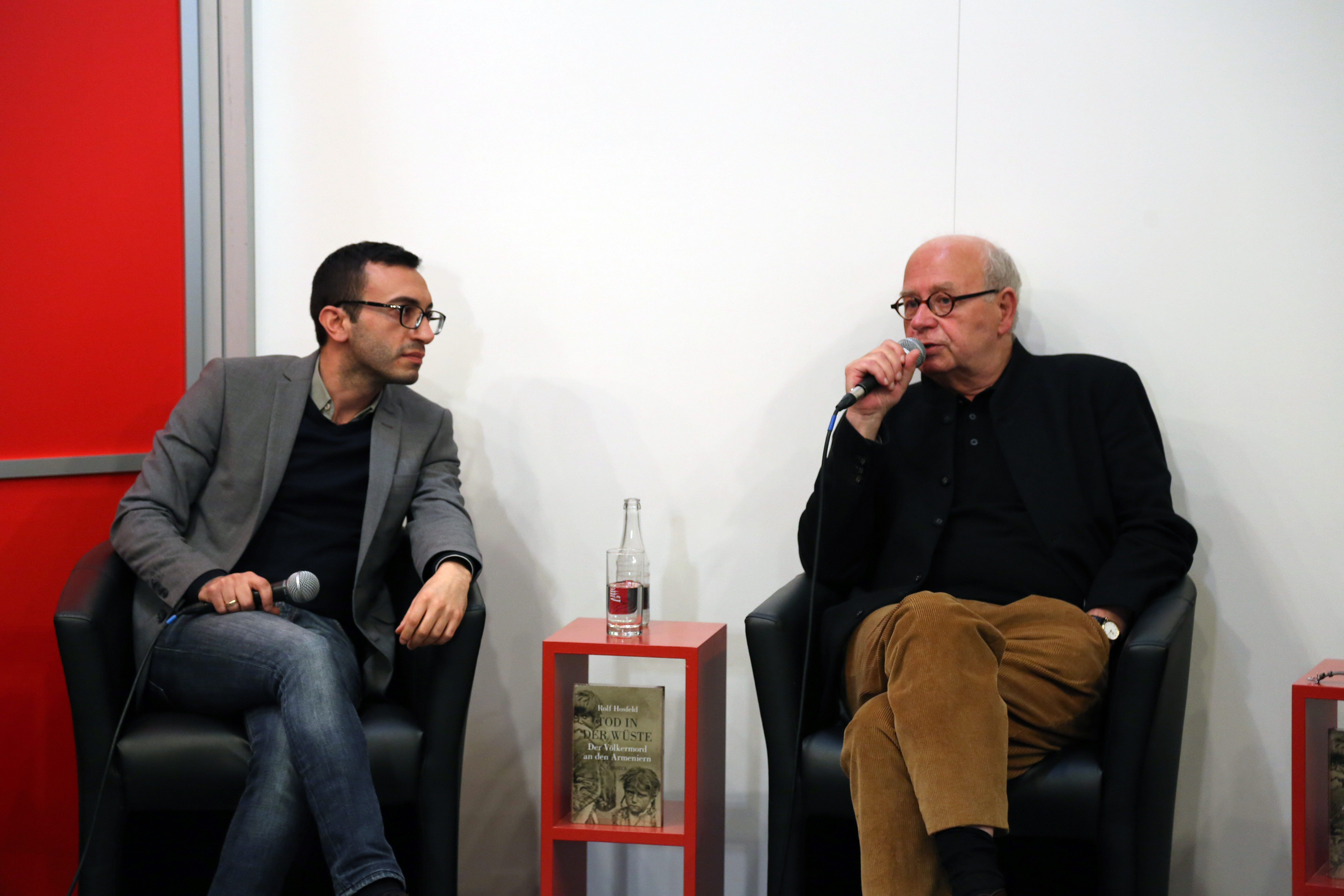
Hosfeld (rechts) und Mike Josef auf der Frankfurter Buchmesse 2015

Rolf Hosfeld (* 22. Juni 1948 in Berleburg; † 23. Juli 2021 in Potsdam) war ein deutscher Germanist, Autor und Kulturhistoriker sowie zuletzt Direktor des Lepsiushauses in Potsdam.

## Leben
Hosfeld besuchte das Johannes-Althusius-Gymnasium in Bad Berleburg und machte dort sein Abitur. Er begann als Journalist bei der Westfälischen Rundschau und studierte danach Germanistik, Politikwissenschaft, Neuere Geschichte und Philosophie zunächst in Frankfurt/Main, dann in West-Berlin, wo er 1976 seinen M.A. erhielt und anschließend mit einer Arbeit über Heinrich Heine zum Dr. phil. promoviert wurde. 
Rolf Hosfeld lebte und wirkte zunächst in Berlin (mit seiner Frau Jutta), dann mit seiner zweiten Frau in Hamburg und zuletzt in Werder bei Potsdam.

## Berufliches Wirken
Ab 1972 war Hosfeld Redakteur der  SEW-Theoriezeitschrift konsequent, bis er wegen seiner dezidiert eurokommunistischen Positionen 1978 gekündigt sowie ausgeschlossen wurde; danach wurde er verantwortlicher Redakteur der Monatszeitschrift Merian, stellvertretender Chefredakteur der Monatszeitschrift Der Feinschmecker, Feuilletonchef der Wochenzeitung Die Woche in Hamburg und Chefredakteur der Buchreihe Kulturverführer.
Er arbeitete als Film- und Fernsehproduzent sowie Regisseur in Berlin. In dieser Funktion produzierte er etwa 50 Filme, 15 in eigener Regie, darunter eine vierteilige Serie über den Faschismus als gesamteuropäisches Phänomen sowie eine dreiteilige Serie über Bürgerkriege in Ost- und Südeuropa nach 1945.
Hosfeld veröffentlichte zahlreiche journalistische, essayistische und wissenschaftliche Beiträge, Reisereportagen, Filme, TV- und Rundfunksendungen sowie Bücher zu historischen, kultur- und zeitgeschichtlichen Themen.
Seit 2002 arbeitete er fast ausschließlich als freier Schriftsteller, Essayist und Historiker. Sein größtes Projekt war eine vierbändige Geschichte der Deutschen 1815–2007, mit DVDs von Hermann Pölking.
Seine diversen Publikationen zur Geschichte des Völkermords an den Armeniern erlebten eine hohe öffentliche Resonanz. Für seine in mehrere Sprachen übersetzte Karl-Marx-Biografie Die Geister, die er rief wurde er mit dem Preis Das politische Buch 2010 der Friedrich-Ebert-Stiftung ausgezeichnet. 2016 erhielt er die Jubiläumsmedaille in Gold der Staatsuniversität Jerewan. Gemeinsam mit Sönke Neitzel und Julius H. Schoeps war er Herausgeber der Buchreihe Gewaltpolitik und Menschenrechte im Verlag Duncker & Humblot, Berlin. Des Weiteren war er im Vorstand der Peter-Weiss-Stiftung für Kunst und Politik e. V., dem Träger der internationalen Literaturfestivals in Berlin und Odessa.

## Schriften
Monografien
- Die Welt als Füllhorn: Heine. Das neunzehnte Jahrhundert zwischen Romantik und Moderne. Oberbaum, Berlin 1984, ISBN 3-87628-212-8 (Zugleich Dissertation an der FU Berlin 1982).
- Georg Wilhelm Friedrich Hegel. Preußische Köpfe, Bd. 22, Stapp, Berlin 1988, ISBN 3-87776-166-6. ZEIT-Bibliographie wichtiger Neuerscheinungen September 1988
- Operation Nemesis: die Türkei, Deutschland und der Völkermord an den Armeniern, Kiepenheuer und Witsch, Köln 2005/2009, ISBN 3-462-03468-5.
- Die Deutschen. Deutsche Geschichte von 1815–2007, 4 Bücher mit 12 DVDs von Hermann Pölking DNB 981591744:
  - Teil 1: 1815 bis 1918: Fürstenherrlichkeit und Bürgerwelten. Zeitreise in Bildern, Buch und 3 DVDs, Piper, München 2007, ISBN 978-3-492-04924-5.
  - Teil 2: 1918 bis 1945: Leben zwischen Revolution und Katastrophe. Zeitreise in Bildern, Buch und 3 DVDs, Piper, München 2006, ISBN 978-3-492-04926-9
  - Teil 3: 1945 bis 1972: Leben im doppelten Wirtschaftswunderland. Zeitreise in Bildern, Buch und 3 DVDs, Piper, München 2006, ISBN 978-3-492-04925-2.
  - Teil 4: 1972 bis heute: auf dem Weg zu Einheit und Freiheit. Zeitreise in Bildern, Buch und 3 DVDs, Piper, München 2007, ISBN 978-3-492-04927-6.
- Was war die DDR? Die Geschichte eines anderen Deutschland, Kiepenheuer & Witsch, Köln 2008, ISBN 978-3-462-03978-8. Literaturempfehlung des Auswärtigen Amts für Bewerber des höheren Dienstes.[10][11] Als Hörbuch, vorgelesen von Bernhard Scheller: DZB Leipzig 2009 (900 Minuten).
- Die Geister, die er rief: eine neue Karl-Marx-Biografie, Piper, München / Zürich 2009/2010, ISBN 978-3-492-05221-4. Übersetzungen: Karl Marx. Een eigentijdse biografie, Atlas, Amsterdam/Antwerpen 2010. Karl Marx. An Intellectual Biography. Berghahn Books, New York / Oxford 2013[12]. Karl Marx. Zivotopis intelektuála. Paseka, Praha 2013. Karl Marks. Biografija. Karpos, Beograd 2014. Bestenliste SZ/NDR Dezember 2009; Österreichische BMWF-Liste „Wissenschaftsbuch des Jahres“ 2010. Preis „Das politische Buch“ FES 2010.
- Karl Marx. rororo monographie. Rowohlt, Reinbek bei Hamburg 2011, ISBN 978-3-499-50718-2.
- Tucholsky. Ein Deutsches Leben[13][14], Siedler, München 2012, ISBN 978-3-88680-974-5. Als Hörbuch, vorgelesen von Andrea Schunck: DZB Leipzig 2012 (570 Minuten). Als Taschenbuch München: btb, 2014, ISBN 978-3-442-74794-8.
- Heinrich Heine. Die Erfindung des europäischen Intellektuellen, Siedler, München 2014[15], ISBN 978-3-88680-999-8.
- Tod in der Wüste. Der Völkermord an den Armeniern, C.H. Beck, München 2015[16][17], ISBN 978-3-406-67451-8. Übersetzung: Cölde Ölüm. Ermenilerin Soykirima Ugramasi, Dönüsüm Yayinlari, Istanbul 2018. Bestenliste SZ/NDR Mai 2015.
- Karl Marx: Philosoph und Revolutionär. Eine Biographie, Pantheon Verlag, München 2018, ISBN 978-3-641-22433-2.

Herausgeberschaften
- mit Hermann Rotermund: Chen Po-Ta: Klassenanalyse und Partei in China. Drei Aufsätze. Druck-Verlags-Vertriebs-Kooperative, Frankfurt am Main 1971.
- mit Hans-Werner Franz et al.: Eurokommunismus und Theorie der Politik, Argument, Berlin 1979. ISBN 978-3-920037-17-2
- Seiltänze. Ein Fotobuch aus Kreuzberg von Wolfgang Krolow. Mit Texten von Rolf Hosfeld und Peter Paul Zahl. LitPol, Berlin 1982, ISBN 3-88279-016-4.
- Berliner Poesiealbum. Ein Gang durch die Jahreszeiten. Theiss, Stuttgart 1984. ISBN 3-8062-0407-1.
- Heinrich Heine und das neunzehnte Jahrhundert. Signaturen: neue Beiträge zur Forschung. Argument, Berlin 1986, ISBN 3-88619-124-9.
- mit Jim Rakete und Rainer Wörtmann: Friedrichstadtpalast Berlin. Europas größtes Revuetheater, Metz, Hamburg 1999, ISBN 3-9805563-3-6.
- mit Boris Kehrmann und Rainer Wörtmann: Friedrichs Traum. Die Berliner Staatsoper Unter den Linden, Metz, Hamburg 2000, ISBN 3-9805563-6-0.
- mit Boris Kehrmann  und Rainer Wörtmann: Komische Oper Berlin, Metz, Hamburg 2001, ISBN 3-9805563-8-7.
- Johannes Lepsius – Eine deutsche Ausnahme. Der Völkermord an den Armeniern, Humanitarismus und Menschenrechte, Wallstein, Göttingen 2013[18], ISBN 978-3-8353-1292-0.
- mit Stephan Schaede: Der Genozid an den Armeniern. Interdisziplinäre Perspektiven auf die historische und aktuelle Rolle des Protestantismus, Loccumer Protokolle Band 40/15, Rehburg-Loccum 2016. ISBN 978-3-8172-4015-9
- mit Christin Pschichholz: Das Deutsche Reich und der Völkermord an den Armeniern, Wallstein, Göttingen 2017[19], ISBN 978-3-8353-1897-7.
- mit Roy Knocke: Zeitschrift für Religions- und Geistesgeschichte 70, Band 2, Sonderband zum Genozid an den Armeniern, Brill Academic Publishers 2018.

Aufsätze
Beiträge u. a. in: Internationale Politik, IP Transatlantic Edition, Blätter für deutsche und internationale Politik, Konsequent, Einsicht, Bulletin des Fritz Bauer Instituts, Armenological Issues Bulletin, Militärgeschichtliche Zeitschrift, Zeitschrift für Religions- und Geistesgeschichte, Basis. Jahrbuch für deutsche Gegenwartsliteratur, Heine-Jahrbuch, suhrkamp taschenbuch materialien, die horen, Das Argument, Merian, GEO Saison, Die Woche, Frankfurter Allgemeine Zeitung, FAZ-Magazin, Süddeutsche Zeitung, Die Welt, Die Zeit, Der Tagesspiegel, Berliner Zeitung, die tageszeitung, Le Monde diplomatique, zeitzeichen, Evangelische Kommentare zu Religion und Gesellschaft, RB, NDR, SWR, SR, RBB, WDR, MDR, SFB, ZDF, 3sat, Arte, RIAS und DeutschlandRadio
Filme
Der Stechlin (1996), Fluchtpunkt Luckenwalde (1997), Gottes vergessenes Land (1998), Der Vormarsch der Faschisten (1999), Die Satellitenstaaten (2000), Hoffnung und Verrat im Osten (2000), Aufstand in der Ukraine (2001), Tragödie im Baltikum (2002), Sigmund Freuds Traum (2003), Operation Nemesis. Ein Attentat rächt den Genozid an den Armeniern. Alexander Kluge im Gespräch mit Rolf Hosfeld (2006), Das Reichstagsgebäude in der deutschen Geschichte (2009), Die Geschichte der Bundesrepublik Deutschland 1989 bis 2009 (2010).
Radiofeatures
Sven Delblanc (1985); Manuel Rojas (1986); Widersetzt euch viel und gehorcht wenig: Der Schriftsteller Armin T. Wegner wird 100 (1986); Stig Strömholm (1987); Thubalkain – Die Geister der gefällten Eichenstämme verkündigen Unheil. Der Schriftsteller Karl Philipp Moritz (1988); Francis Scott Fitzgerald (1988); Willam S. Burroughs (1988); DuBose Heyward: Der Mann, der Porgy und Bess erfand (1989); Ein Fräulein stand am Meere. Wie Europa die Meereslust entdeckte (1995); Immer schönere Formen, bald enthüllend, bald verbergend. Joseph von Eichendorffs Frauen (1995); Romane schreiben ist wie reisen. Der Schriftsteller Cees Nooteboom (1996); Der Berg ruft. Die Geschichte des Alpinismus (1996).

## Rezeption
- Michel Werner (über die Heine-Dissertation): ... richtungsweisend für eine neue, „postmoderne“ Sicht auf Heine, dessen literarischen Texten er, angeregt durch Michail Bachtin, Jacques Lacan, Pierre Macherey und andere, ein polyphones, „de-zentriertes“ Kompositionsprinzip und Weltverständnis des offenen Präsens attestiert, das sich in deutlichem Widerspruch zu seinem theoretischen (Links-)Hegelianismus befindet und ihn zukunftsweisend transzendiert.[20]

## Lehraufträge
FU Berlin / Otto-Suhr-Institut

## Auszeichnungen
Die Marx-Biografie wurde "Das politische Buch des Jahres 2010" der Friedrich-Ebert-Stiftung.

## Mitgliedschaften
Von 1972 bis zu seinem Ausschluss 1978 Mitglied der SEW; seit 1982 war er Mitglied des Verbandes deutscher Schriftsteller (VS) und seit 2002 Vorstandsmitglied der Peter-Weiss-Stiftung für Kunst und Politik. 